# Konstanty Strawiński
Konstanty Strawiński (ur. 22 maja 1892 w Kursku, zm. 17 sierpnia 1966 w Lublinie) – polski zoolog, entomolog, profesor Uniwersytetu Marii Curie-Skłodowskiej w Lublinie.

## Życiorys
Syn Wacława Strawińskiego i Cezarii z Arciszewskich. W 1911 ukończył gimnazjum i rozpoczął studia na Wydziale Przyrodniczym Uniwersytetu w Charkowie, gdzie studiował pod kierunkiem prof. Piotra Suszkina. W 1913 został asystentem prof. Eugeniusza Szulca, pod którego kierunkiem przygotował pracę dyplomową, którą obronił w 1917. W 1922 przybył do Polski i zamieszkał w Skierniewicach, gdzie rozpoczął pracę naukową pod kierunkiem prof. Zygmunta Mokrzeckiego. 
W 1927 zorganizował w Zgierzu stację ochrony roślin, trzy lata później taką samą stworzył w Łodzi (oddz. łódzki Stacji Ochrony Roślin Tow. Ogrodniczego Warszawskiego), której pozostawał kierownikiem co najmniej do 1937 r. (najprawdopodobniej do wybuchu II wojny św.). 
W 1935 na łamach Polskiego Pisma Entomologicznego ukazała się jego praca dotycząca biologii korowca sosnowego, na jej podstawie rok później na Uniwersytecie Poznańskim uzyskał stopień doktora nauk filozoficznych. 
Do wybuchu II wojny światowej opublikował ponad dwieście felietonów, artykułów i broszur, w 1939 uzyskał stopień doktora habilitowanego. 
W lipcu 1944 przedostał się do Lublina, gdzie wspólnie z prof. Henrykiem Raabe planował stworzenie w tym mieście uczelni o profilu przyrodniczym. Po powstaniu Uniwersytetu Marii Curie-Skłodowskiej uzyskał tytuł profesora zwyczajnego oraz powierzono mu funkcję kierownika Katedry Zoologii Systematycznej i Entomologii oraz dziekana Wydziału Przyrodniczego. Od 1950 przez szesnaście lat był członkiem Prezydium Towarzystwa Wiedzy Powszechnej, od 1953 do 1966 był prezesem Polskiego Towarzystwa Entomologicznego. Zasiadał również w Prezydium Komitetu Zoologii Polskiej Akademii Nauk, w 1952 powierzono mu funkcję dyrektora Instytutu Zoologii UMCS. Należał do Polskiej Zjednoczonej Partii Robotniczej. 
Został odznaczony Krzyżem Oficerskim Orderu Odrodzenia Polski (1946), Złotym Krzyżem Zasługi (1954), Krzyżem Komandorskim Orderu Odrodzenia Polski (1955) oraz Medalem 10-lecia Polski Ludowej.
Dorobek naukowy Konstantego Strawińskiego obejmuje 359 publikacji, w tym 79 prac naukowych, 41 szkiców historycznych i 19 podręczników. Do najpopularniejszych należą m.in. Ochrona roślin (1949), Owady szkodliwe w rolnictwie (1950), Ogólna ochrona roślin (1957).
Pochowany w Alei Zasłużonych części komunalnej cmentarza przy ul. Lipowej w Lublinie (kwatera P3AZ-1-20).

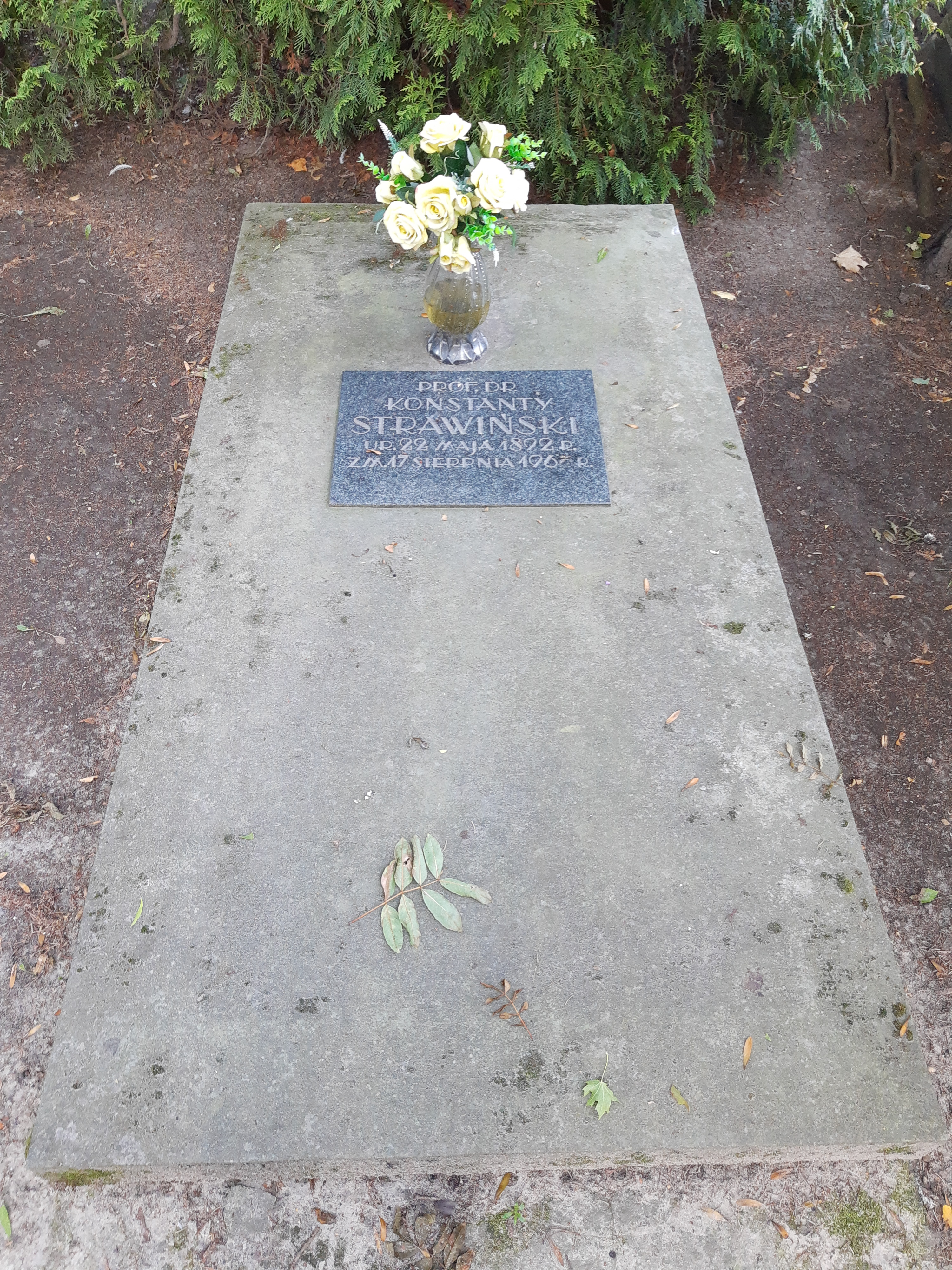
Grób prof. Konstantego Strawińskiego na cmentarzu przy ul. Lipowej w Lublinie

Odkryty przez prof. Zdzisława Cmolucha (1925–2000) chrząszcz z rodziny ryjkowcowatych otrzymał na cześć prof. Strawińskiego nazwę Brachysomus strawinskii.
Żona - Jadwiga.